# Камперланд
Камперланд (нід. Kamperland) — село в нідерландській провінції Зеландія. Входить до муніципалітету Норд-Бевеланд.
Його площа становить 30,54 км², а населення станом на 2021 рік складало 2 100 осіб.
Перша згадка про населений пункт датується 976 роком.

## Галерея

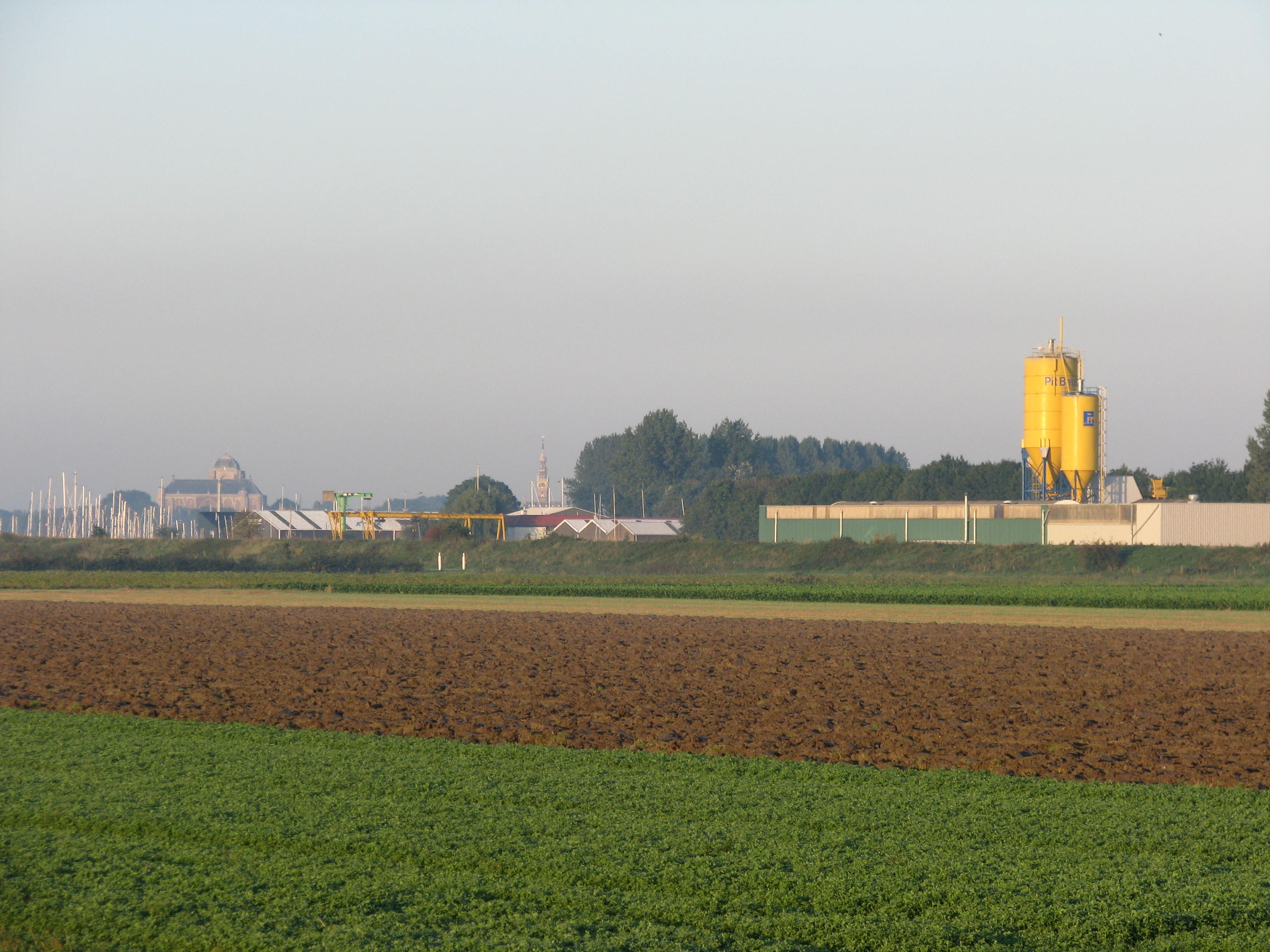
Вид на село
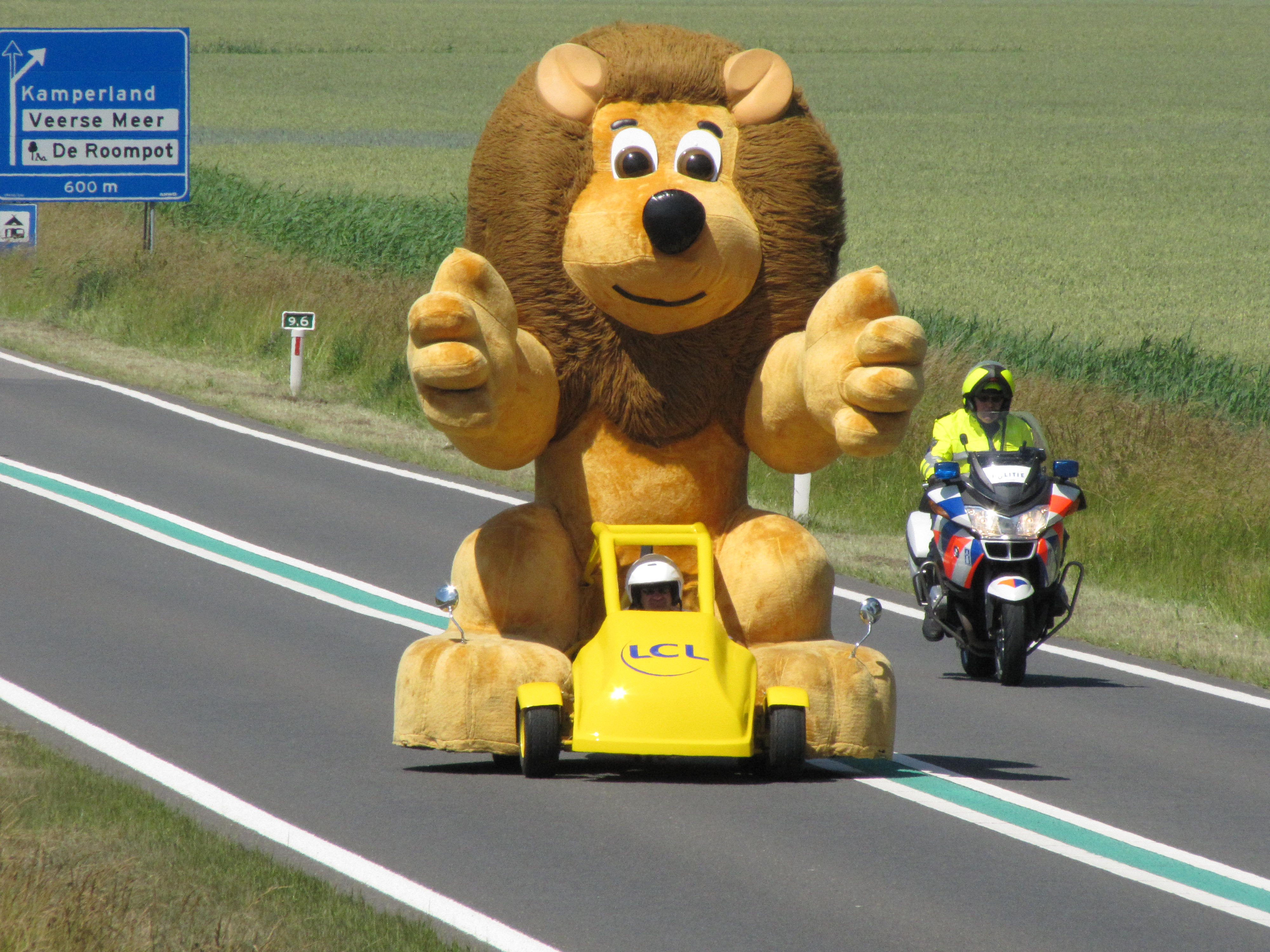
Етап Тур де Франс у Камперланді (2010)
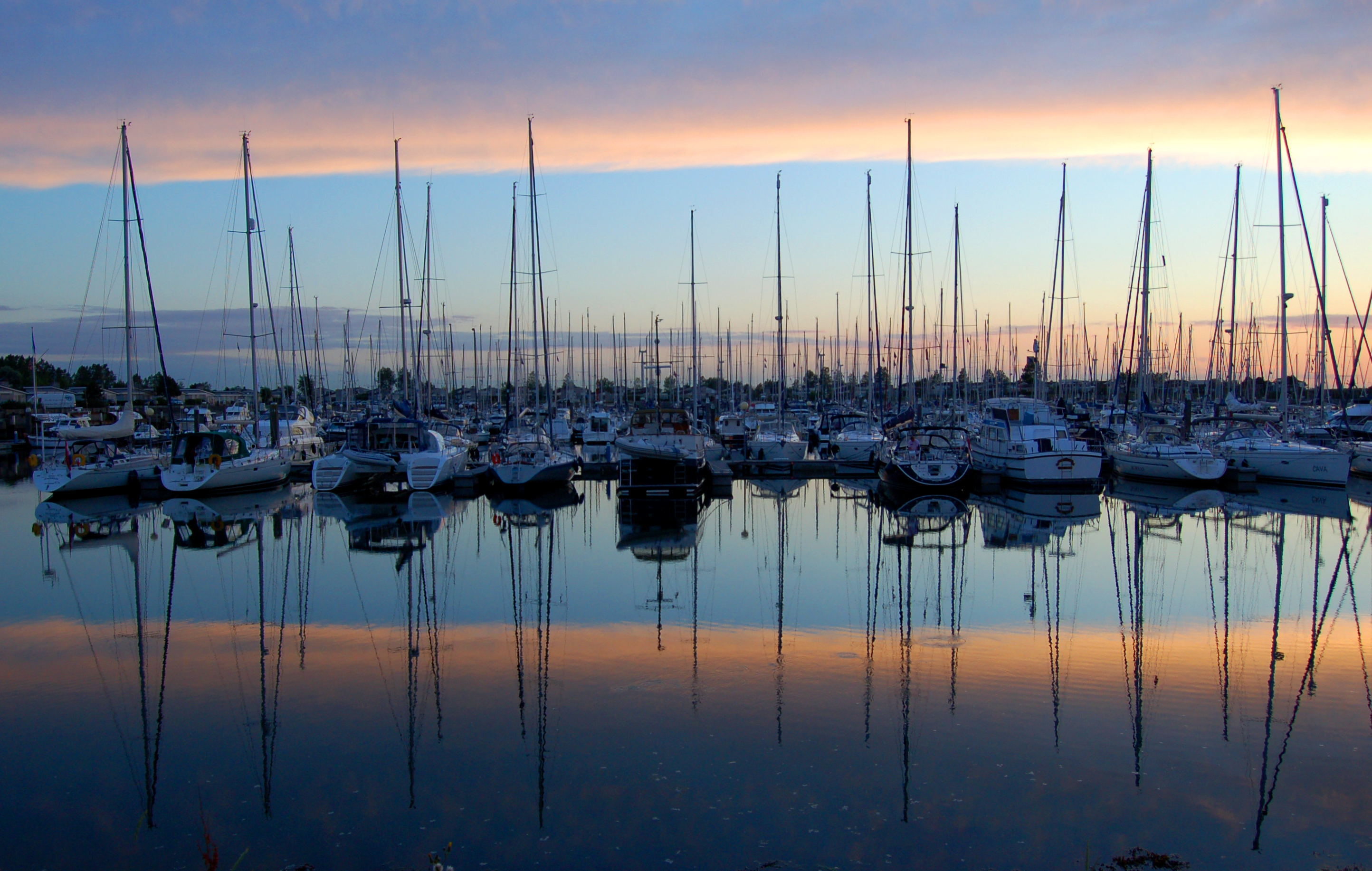
Марина у Камперланді
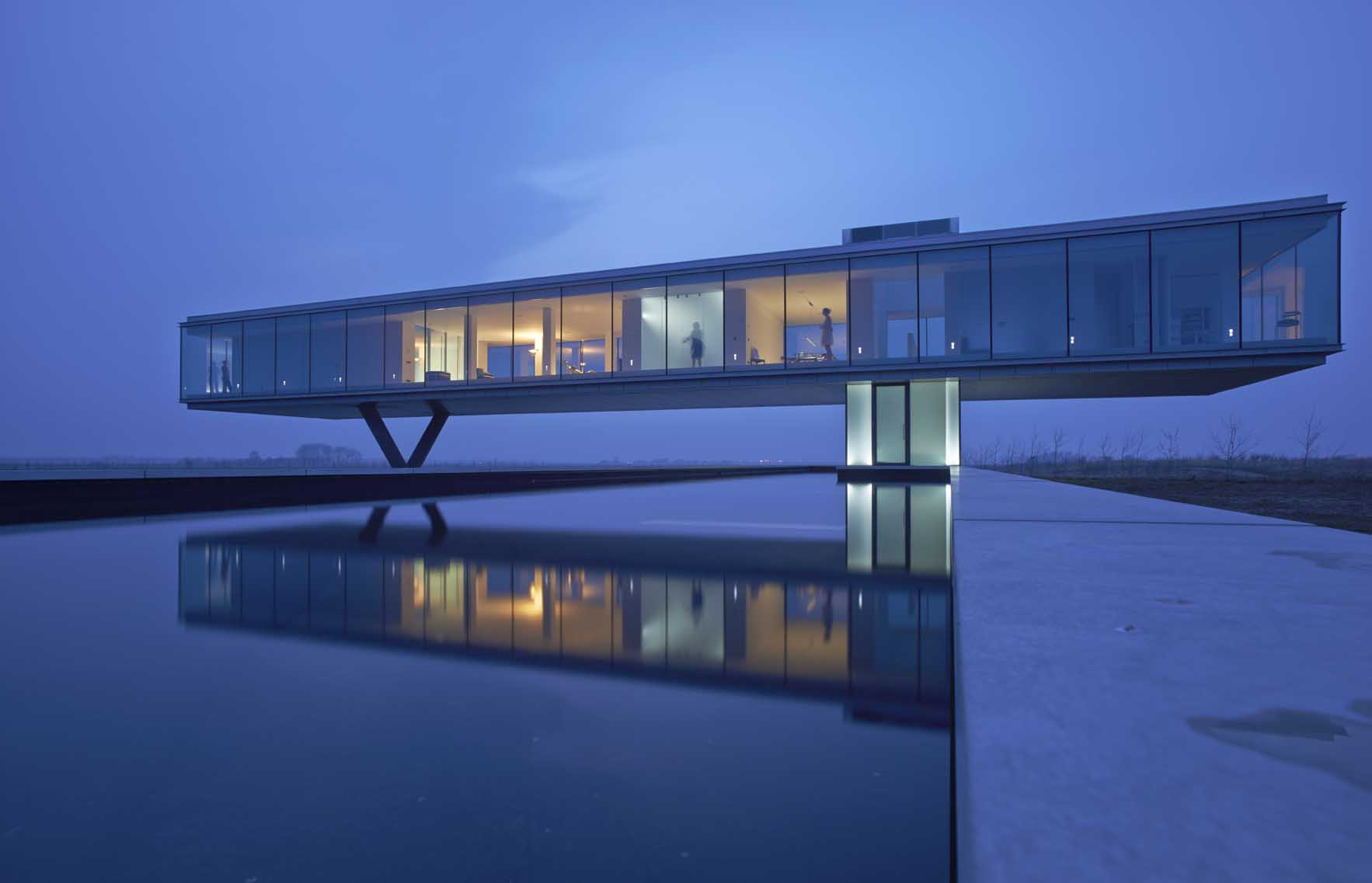
Вілла Kogelhof